# Polystachya dewanckeliana
Polystachya dewanckeliana är en orkidéart som beskrevs av Daniel Geerinck. Polystachya dewanckeliana ingår i släktet Polystachya och familjen orkidéer. Inga underarter finns listade i Catalogue of Life.